# 通江街道 (吉林市)
通江街道，是中华人民共和国吉林省吉林市昌邑区下辖的一个乡镇级行政单位。

## 行政区划
通江街道下辖以下地区：
江梅社区、铁北社区、湘潭社区、通潭社区、崇文社区和江畔社区。